# Pretty Girls (chanson)
Singles de Britney Spears
Perfume
(2013) Tom's Diner
(2015)
Singles par Iggy Azalea
Trouble
(2015)
Pretty Girls est une chanson de la chanteuse américaine Britney Spears et de la rappeuse australienne Iggy Azalea, qui est sortie le 4 mai 2015, un jour avant sa sortie initialement prévue, à la suite d'une fuite sur Internet. La chanson a été produite par le trio anglo-américain The Invisible Men (Jason Pebworth, George Astasio et Jon Shave), mais aussi avec Iggy Azalea, Maegan Cottone et les membres du groupe britannique Little Mix (Perrie Edwards, Jesy Nelson, Leigh-Anne Pinnock et Jade Thirlwall).
Spears et Azalea ont interprété le titre pour la première fois lors de la cérémonie des Billboard Music Awards, le 17 mai 2015.

## Genèse
En décembre 2014, alors que Britney Spears assure son show Britney: Piece of Me à Las Vegas au Planet Hollywood Resort and Casino, Iggy Azalea révèle qu'elle a enregistré un single avec Britney Spears et que celui-ci devrait sortir début 2015.

## Vidéoclip
Le 10 avril 2015, Spears et Azalea ont tourné le clip de Pretty Girls. Le clip et les costumes des deux stars sont inspirés des années 1980,,. Le vidéoclip est sorti le 13 mai 2015 aux environs de 16 heures.